# Perdona e dimentica
Perdona e dimentica (Life During Wartime) è un film del 2009 diretto da Todd Solondz.
Si tratta del seguito del film di Solondz del 1998 Happiness - Felicità, di cui riprende i personaggi principali, affidandone però il ruolo ad attori diversi.

## Trama
Joy, una donna debole e consumata dai sensi di colpa per il suicidio di uno spasimante, ha sposato l'ex vicino di casa di sua sorella Helen, Allen Mellencamp, che continua a lottare contro il suo impulso a fare telefonate oscene. Dopo che quest'ultimo non riesce a frenare le proprie pulsioni, Joy lo abbandona e si reca a trovare i suoi famigliari in Florida. La donna comincia ad avere visioni di Andy, l'ex collega di lavoro che si era suicidato poco dopo aver cominciato a uscire con lei. Joy si reca brevemente anche in California, dove visita la sorella Helen, che è diventata una sceneggiatrice di successo.
Trish è l'altra sorella di Joy ma anche l'ex-moglie di Bill, un uomo che è da anni in carcere per molestie su minori. Trish ha allevato i suoi tre figli, Billy, Timmy e Chloe, e ha iniziato da poco a uscire con Harvey Weiner, ebreo praticante che spera sia normale. L'ex-marito di Trish, finalmente lascia il carcere dopo aver scontato la sua condanna, e si dirige verso la Florida, dove la famiglia, dopo i misfatti del padre, ha traslocato per iniziare una nuova vita. Il secondo figlio di Trish, Timmy, si sta preparando per il suo bar mitzvah e di conseguenza è particolarmente recettivo riguardo al significato di diventare un uomo.
Trish per anni ha detto a Timmy e a Chloe che il padre era morto, per evitare di dover dire loro che è un pedofilo. Timmy però lo scopre, arrabbiandosi con la madre per le sue menzogne. Interessato all'argomento, chiede alla madre come funzioni lo stupro, e Trish gli intima di urlare non appena qualcuno lo tocchi. Nel frattempo Bill si intrufola in casa di Trish per trovare l'indirizzo universitario di Billy, e lo visita alla Northern Oregon University, dove i due discutono del loro passato. In particolare Bill vuole sincerarsi che il figlio non sia omosessuale, temendo che Billy possa rivelare le stesse pulsioni sessuali del padre.
Harvey porta il suo figlio adulto Mark a cena da Trish, dove lui e Trish rendono palese alle rispettive famiglie il loro amore. Su richiesta di Timmy, Harvey e il ragazzo hanno un colloquio, nella stanza del ragazzo, durante il quale Timmy chiede Harvey se è gay o un pedofilo. Harvey nega di esserlo, e, sospettando Timmy possa essere stato molestato, cerca di consolarlo, toccandogli la spalla e abbracciandolo. Terrorizzato, Timmy inizia a urlare, rispettando le istruzioni precedenti ricevute di sua madre, la quale accorre e crede che Harvey abbia tentato di molestare il ragazzo.
Timmy ha finalmente il suo bar mitzvah, durante il quale Joy soffre nuovamente di visioni, dapprima di Andy e poi di Allen, che le chiede di suicidarsi, come ha fatto lui pochi giorni prima, ma Joy si rifiuta di farlo, bandendolo dalla sua vita. Timmy lascia il ricevimento per recarsi da Mark, il figlio di Harvey, che implora di perdonarlo. Mark gli concede il perdono, ma osserva anche che tali gesti sono privi di significato. Timmy gli rivela che l'unica cosa che vuole è rivedere e riavere suo padre. Sullo sfondo Bill si materializza fugacemente, ignorato però da Mark e da Timmy, concentrati sulle proprie emozioni.

## Colonna sonora
Il brano del titolo originale è interpretato da Devendra Banhart, cantautore statunitense.

## Distribuzione e accoglienza
Il film è stato presentato al festival di Venezia 2009, dove ha vinto il Premio Osella per la migliore sceneggiatura.